# Elecciones estatales de Baviera de 1946
Las elecciones estatales de Baviera de diciembre de 1946 fueron las primeras del actual período democrático en Alemania. Fueron ganadas por la Unión Socialcristiana de Baviera (CSU) con mayoría absoluta. Los socialdemócratas, liberales y la Liga de la Reconstrucción llegaron al parlamento.
Para estas elecciones entró en vigor una ley electoral distinta a la cláusula del cinco por ciento, en donde un partido debía obtener el 10% de los votos en al menos un distrito electoral para obtener representación parlamentaria. Es por esto que, por ejemplo, el KPD no obtuvo ningún escaño a pesar de tener el 6.1%.
Los resultados fueron:
| Partido Político | Partido Político                    | Porcentaje | Escaños |
| ---------------- | ----------------------------------- | ---------- | ------- |
|                  | Unión Socialcristiana de Baviera    | 52,3       | 104     |
|                  | Partido Socialdemócrata de Alemania | 28,6       | 54      |
|                  | Liga de la Reconstrucción           | 7,4        | 13      |
|                  | Partido Comunista de Alemania       | 6,1        | 0       |
|                  | Partido Liberal de Alemania         | 5,6        | 9       |